# 威德 (阿肯色州)
威德（英語：Weed）是位於美國阿肯色州波因塞特縣的一個非建制地區。該地的面積和人口皆未知。

## 地理
威德的座標為35°32′25″N 90°25′37″W / 35.54028°N 90.42694°W，而該地的平均海拔高度為64米（即210英尺）。